# Eerste klasse 1993-94 (basketbal België)
Het seizoen 1993-1994 was de 47e editie van de hoogste basketbalcompetitie.
RC Maes Pils Mechelen behaalde een vijftiende landstitel. Maes Pils evenaarde met deze zesde titel op rij het record van Semailles BC ( 46-51 ), Antwerpse BBC ( 59-64 )en Sunair BC Oostende ( 81-86 ). Cuva Houthalen vermeed degradatie door de testwedstrijden tegen FLV Ieper te winnen.
Avenir Namur en Union Quaregnon promoveerden.

## Naamswijziging
Sigma Castors Braine werd ISO-Interim Castors Braine

## Eindstand
|  |    |                            | P  | W  | V  | G | Ptn |
|  | -- | -------------------------- | -- | -- | -- | - | --- |
|  | 1  | RC Maes Pils Mechelen      | 26 | 23 | 3  | 0 | 46  |
|  | 2  | Spirou Charleroi           | 26 | 22 | 4  | 0 | 44  |
|  | 3  | Goodyear Aalst             | 26 | 18 | 8  | 0 | 36  |
|  | 4  | Sunair BC Oostende         | 26 | 14 | 12 | 0 | 28  |
|  | 5  | ABB Leuven                 | 26 | 14 | 12 | 0 | 28  |
|  | 6  | Bobcat Gent                | 26 | 14 | 12 | 0 | 28  |
|  | 7  | Go Pass Pepinster          | 26 | 14 | 12 | 0 | 28  |
|  | 8  | ISO Interim Castors Braine | 26 | 13 | 13 | 0 | 26  |
|  | 9  | Avenir Namur               | 26 | 12 | 14 | 0 | 24  |
|  | 10 | Union Quaregnon            | 26 | 12 | 14 | 0 | 24  |
|  | 11 | Basket Brussels            | 26 | 11 | 15 | 0 | 22  |
|  | 12 | FLV Ieper                  | 26 | 7  | 19 | 0 | 14  |
|  | 13 | Cuva Houthalen             | 26 | 7  | 19 | 0 | 14  |
|  | 14 | CB Kortrijk                | 26 | 1  | 25 | 0 | 2   |

## Testmatchen Degradatie
Cuva Houthalen - Flanders Valley  Ieper 72-84
Flanders Valley Ieper - Cuva Houthalen 78-101
Cuva Houthalen - Flanders Valley  Ieper 101-85

## Play-offs
- Best of three

RC Maes Pils Mechelen - Sunair BC Oostende 84-68
Sunair BC Oostende - RC Maes Pils Mechelen 85-83
Spirou Charleroi - Goodyear Aalst 91-72
Goodyear Aalst - Spirou Charleroi 70-79
RC Maes Pils Mechelen - Sunair BC Oostende 82-67
- Best of five

RC Maes Pils Mechelen - Spirou Charleroi 82-67
Spirou Charleroi - RC Maes Pils Mechelen 71-66
RC Maes Pils Mechelen - Spirou Charleroi 64-65
Spirou Charleroi - RC Maes Pils Mechelen 72-73
RC Maes Pils Mechelen - Spirou Charleroi 73-65
1928 · 1929 · 1930 · 1931 · 1932 · 1933 · 1934 · 1935 · 1936 · 1937 · 1938 · 1939 · 1940 · 1941 · 1942 · 1943 · 1944 · 1945 · 1946 · 1947 · 1948 · 1949 · 1950 · 1951 · 1952 · 1953 · 1954 · 1955 · 1956 · 1957 · 1958 · 1959 · 1960 · 1961 · 1962 · 1963 · 1964 · 1965 · 1966 · 1967 · 1968 · 1969 · 1970 · 1971 · 1972 · 1973 · 1974 · 1975 · 1976 · 1977 · 1978 · 1979 · 1980 · 1981 · 1982 · 1983 · 1984 · 1985 · 1986 · 1987 · 1988 · 1989 · 1990 · 1991 · 1992 · 1993 · 1994 · 1995 · 1996 · 1997 · 1998 · 1999 · 2000 · 2001 · 2002 · 2003 · 2004 · 2005 · 2006 · 2007 · 2008 · 2009 · 2010 · 2011 · 2012 · 2013 · 2014 · 2015 · 2016 · 2017 · 2018 · 2019 · 2020 · 2021